# Södra Östersjön
Södra Östersjön är den sydligaste delen av Östersjön, det vill säga vattnen syd om Skåne och Blekinge, mellan Öresund och Kalmarsund. Sveriges Nationalatlas (SNA) delar upp egentliga Östersjön i Norra Östersjön, Centrala Östersjön, Södra Östersjön och Gdańskbukten.